# Falsk positiv
Falsk positiv är när ett test ger ett positivt utfall där det sökta elementet inte finns. Ett exempel inom medicinsk forskning är om ett test som ska påvisa en sjukdom markerar vissa friska som sjuka. Ett test med mycket få falska positiva har hög specificitet. Vid testutformning behöver en avvägning göras mellan andelen falska positiva och andelen falska negativa.
Termen falsk positiv kan användas inom statistik, medicin och teknik. Ett exempel inom teknik är när en säkerhetsalgoritm som är utformad för att upptäcka oönskade händelser, men felaktigt flaggar en normal händelse som en attack.